# Dickenson megye
Dickenson megye az Amerikai Egyesült Államokban, azon belül Virginia államban található. Megyeszékhelye és legnagyobb városa Clintwood. Lakosainak száma 14 124 fő (2020. április 1.). Dickenson megye Buchanan, Pike, Wise és Russell megyékkel határos.

## Népesség
A megye népességének változása:
| Lakosok száma | 15 886 | 15 770 | 15 679 | 15 486 | 15 115 | 14 124 |
|               | 2010   | 2011   | 2012   | 2013   | 2015   | 2020   |